# Оукланд Ејкерс (Ајова)
Оукланд Ејкерс (енгл. Oakland Acres) град је у америчкој савезној држави Ајова. По попису становништва из 2010. у њему је живело 156 становника.

## Демографија
Према попису становништва из 2010. у граду је живело 156 становника, што је -10 (-6.0%) становника више него 2000. године.
| Група             | 2000.       | 2010.       |
| Белци             | 162 (97,6%) | 148 (94,9%) |
| Афроамериканци    | 1 (0,6%)    | 1 (0,6%)    |
| Азијати           | 3 (1,8%)    | 2 (1,3%)    |
| Хиспаноамериканци | 0 (0,0%)    | 5 (3,2%)    |
| Укупно            | 166         | 156         |